# Никольская-Эксели, Анна Олеговна
Анна Олеговна Никольская-Эксели (род. 14 июня 1979, Барнаул) — российская детская писательница. Автор более 40 книг для детей и подростков.
Обладатель золотой медали имени Сергея Михалкова, лауреат Международной детской литературной премии имени В. П. Крапивина
, «Книжной премии Рунета», «СтартАП», «Новая детская книга», кинофестиваля Николая Бурляева «Золотой витязь». В прошлом — основатель и главный редактор литературного журнала для детей «Жёлтая гусеница».